# Natalja Iwanowna Sedowa
Natalja Iwanowna Sedowa (russisch Наталья Ивановна Седова; * 17. April 1882; † 23. Januar 1962 in Corbeil-Essonnes) war eine russische Revolutionärin und die zweite Ehefrau von Leo Trotzki.

## Leben
Natalja Iwanowna Sedowa war die Tochter von Iwan Sedow und Olga Kolschewski. 1903 heiratete sie Leo Trotzki und folgte ihm nach dem Sieg des Stalinismus in der Sowjetunion in Verbannung und Exil. Aus der Verbindung gingen zwei gemeinsame Söhne hervor, Lew und Sergei. Wie später auch Leo Trotzki selbst, wurden diese von Stalinisten ermordet. 1951 verließ Natalja Iwanowna Sedowa die Vierte Internationale wegen Differenzen über die Frage des Charakters der Sowjetunion als stalinistisches Regime.

## Werke
- Victor Serge: Leo Trotzki. Leben und Tod. München, dtv 1981 (Mitautorenschaft)